# Polonio (personaggio)
Polonio (Polonius in lingua inglese) è un personaggio dell'Amleto di Shakespeare.

## Storia
Polonio è il ciambellano di Elsinore, reggia di Danimarca una volta residenza di Amleto padre, ed è inoltre il padre di Laerte e di Ofelia, la ragazza di cui Amleto è innamorato.
Polonio indaga sulla presunta follia di Amleto, per richiesta del nuovo re Claudio, usurpatore del trono, per il quale è prodigo di consigli. Per questo, in occasione di un incontro fra il principe e sua madre Gertrude, sposa ora di Claudio, Polonio decide di nascondersi dietro un arazzo nella stanza di lei per ascoltare la conversazione. Durante il dialogo le parole di Amleto divengono tanto dure verso l'usurpatore Claudio che Polonio chiama aiuto e, scoperto, finisce infilzato dal principe, il quale pensa ci sia dietro l'arazzo il re stesso.
Per questo atto Ofelia impazzirà finendo con il suicidarsi, e Laerte, per vendicare il padre e la sorella, aizzato da Claudio, sfiderà Amleto nel duello che condurrà entrambi alla morte.
Secondo Edith Sitwell (The Queens and the Hive, 1962), il personaggio Polonio sarebbe la caricatura di lord William Cecil, barone di Burghley, segretario e tesoriere di Elisabetta I d'Inghilterra: era infatti un personaggio ambiguo soprannominato "La volpe", sempre raffigurato con il bastone del comando (in latino "Polus"). Il nome Polonio, dunque, sarebbe stato coniato da Shakespeare ispirandosi a "Polus".